# 2502 Nummela
2502 Nummela este un asteroid din centura principală, descoperit pe 3 martie 1943 de Yrjö Väisälä.